# Wan Zack Haikal
Wan Zack Haikal (n. 28 ianuarie 1991, Pahang⁠(d), Malaysia) este un fotbalist malaysian.
Între 2012 și 2018, Wan Zack Haikal a jucat 29 de meciuri și a marcat 4 goluri pentru echipa națională a Malaeziei.

## Statistici
| Malaezia | Malaezia | Malaezia |
| An       | Meciuri  | Goluri   |
| -------- | -------- | -------- |
| 2012     | 9        | 3        |
| 2013     | 1        | 0        |
| 2014     | 0        | 0        |
| 2015     | 6        | 0        |
| 2016     | 3        | 0        |
| 2017     | 6        | 0        |
| 2018     | 4        | 1        |
| Total    | 29       | 4        |